# Douvangar
Douvangar  est un canton du Cameroun situé dans la commune de Meri, le département du Diamaré et la Région de l'Extrême-Nord, dans les monts Mandara.
C'est aussi le nom d'une population du groupe Mofu et d'une langue, le mofu du Nord (ou douvangar).

## Population
Lors du recensement de 2005, Douvangar comptait 9 917 habitants.